# Alexandre-Ferdinand Nguendet
Alexandre-Ferdinand Nguendet es un político centroafricano. Asumió de forma interina la presidencia de la República Centroafricana el 10 de enero de 2014, tras la dimisión de Michel Djotodia, desbordado por la Rebelión en la República Centroafricana de 2012-2013. Diez días después fue sustituido por Catherine Samba-Panza que venció en la votación realizada por el parlamento de transición.
Michel Djotodia por CIDOB] (en español)
| Predecesor: Michel Djotodia (Jefe de Estado de Transición de la República Centroafricana) | Jefe de Estado de Transición de la República Centroafricana 2014 | Sucesor: Catherine Samba-Panza (Jefa de Estado de Transición de la República Centroafricana) |